# Wilton Simpson
Wilton Simpson (nacido el 28 de junio de 1966) es un político estadounidense perteneciente al Senado de Florida como legislador del 10° Distrito, que incluye los condados de Citrus, Hernando y parte del condado de Pasco. Además, fue elegido presidente del Senado para el periodo 2020-2022. Wilton es miembro del partido republicano.

## Primeros años, educación y carrera profesional
Wilton Simpson nació el 28 de junio en Lakeland, FL. Recibió su título de técnico superior universitario de Pasco-Hernando Community College en 1997. Simpson ha trabajado con Simpson Environmental Services, Inc. y Simpson Farms, Inc. Además de su experiencia laboral, Simpson también se desempeñó como miembro de la junta de Pasco-Hernando Community College. Wilton también fue miembro fundador de la Junta del Florida Traditions Bank.

## Carrera política
Luego de la reconfiguración de los distritos del Senado de Florida en 2012, Simpson se postuló en el recién creado 18° Distrito, y aunque inicialmente pensó que sería una "primaria muy difícil" contra John Legg, terminó ganando la nominación del Partido Republicano y la elección general sin oposición cuando Legg decidió postularse en un distrito adyacente y su único oponente demócrata, Joshua Smith, se retiró.
Mientras servía en la legislatura, Simpson recibió el control sobre la reforma del Sistema de Jubilación de Florida del presidente del Senado de Florida, Don Gaetz, y anunció que aceptaría el plan propuesto por la Cámara de Representantes de Florida.
El distrito de Simpson fue reconfigurado y reenumerado después de la redistribución ordenada por la corte en 2016 y se convirtió en el 10° Distrito. El 17 de noviembre de 2020, Simpson fue elegido presidente del Senado para la legislatura 2020-22.

### Comités
Durante su carrera política, Wilton ha sido parte de los siguientes comités:

#### 2013-2014
- Asuntos Comunitarios, Presidente
- Comercio y Turismo
- Comunicaciones, energía y servicios públicos
- Preservación y Conservación Ambiental
- Auditoría legislativa

#### 2015
- Asuntos Comunitarios, Presidente
- Preservación y Conservación Ambiental, Vicepresidente
- Finanzas e impuestos
- Judicial
- Transporte
- Auditoría legislativa conjunta

#### 2017
- Apropiaciones
- Educación
- Reglas
- Comisión Conjunta de Presupuesto Legislativo

#### 2019-2020
- Comisión Conjunta de Presupuesto Legislativo
- Comité de Asignaciones del Senado, Vicepresidente
- Comité de Reglas del Senado
- Comité de Innovación, Industria y Tecnología, Presidente

## Vida personal
Wilton está casado con Kathryn y juntos tienen dos hijos: Lauran y Wilton Jr. Además tiene una nieta llamada Addy. Wilton practica la religión bautista.